# Nicolas Lebrun
Pour les articles homonymes, voir Lebrun.
Nicolas Lebrun, né le 9 avril 1973 à Nice, est un triathlète professionnel français. Il est notamment sacré champion du monde Xterra en 2005.

## Biographie

### Jeunesse
Né le 9 avril 1973 à Nice, le jeune Nicolas Lebrun passe la majeure partie de son enfance dans le petit village de Peïra-Cava, dans lequel il reste pratiquement illettré jusqu'à ses onze ans,. Il quitte son village d'enfance durant son adolescence pour les internats des collèges de Breil-sur-Roya et de Don Bosco à Nice, qui lui permettent d'intégrer le Lycée hôtelier de Nice.
Entre 1991 et 2000, il travaille dans des refuges de montagne, ce qui lui permet de financer ses études : en 1992, il obtient son CAP et son BEP Service ; l'année suivante, il reçoit son CAP et son BEP Cuisine, et obtient son Brevet de technicien en hôtellerie (BET). Il fait son service militaire au 54e régiment d'Hyères, détaché au service des sports.

### Carrière professionnelle

#### Duathlon
Au milieu des années 1990, Nicolas Lebrun se rapproche de la compétition sportive et du duathlon. Très rapidement, le Niçois se montre très compétitif : il termine troisième du championnat de France en 1994, et est sacré champion de France en 1996, 1998 et 1999. Sélectionné en équipe de France, il termine à la troisième place des championnats du monde de 1997 et est sacré vice-champion en championnats du monde de 1998,. En plus de ces résultats s'ajoutent de nombreuses victoires sur le plan national.
Il fait son retour au plus haut niveau en duathlon lors de l'année 2004 notamment, où il est sacré une quatrième fois champion de France. Il termine également troisième des Mondiaux de 2004.

#### Triathlon des neiges
Après sa première carrière en duathlon, Nicolas Lebrun passe au triathlon d'hiver. Avec un succès certain, car il est sacré double champion du monde de la discipline en 1999 et 2000,. Il remporte également quatre titres de champion France dans cette période.
Il effectue son retour dans cette compétition à la fin des années 2000, décroche deux titres supplémentaires de champion national en 2010 et 2011, est sacré vice-champion du monde en 2008 et termine troisième en 2009,.

#### Xterra
Au début des années 2000, Nicolas Lebrun s'adonne au cross triathlon et passe sur le circuit Xterra. Troisième en 2002 et deuxième en 2003, il atteint enfin la consécration lors de l'année 2005, où il remporte le titre lors de la finale mondiale Xterra à Maui, recevant les félicitations du président Jacques Chirac,. C'est son meilleur résultat en Xterra, série où il décroche 25 victoires durant sa carrière.
En 2013, il est introduit au Hall of Fame du Xterra et en devient le premier triathlète non-américain. Il remporte sa dernière victoire en Xterra en 2013 à Xonrupt-Longemer.

#### Autres compétitions
Nicolas Lebrun a également participé et remporté plusieurs compétitions régionales de trail, de VTT, et de triathlon. Il a notamment terminé à la troisième position de l'Ironman 70.3 de Monaco en 2007,.

### Retraite et reconversion
Fin 2013, il officialise sa retraite sportive, à l'âge de quarante ans, pour se concentrer sur d'autres activités. Organisateur de plusieurs compétitions sportives, il s'investir dans le club de triathlon de Digne-les-Bains. Mais, avec son organisation OrgaNICOach, il entraîne de nombreux triathlètes, comme René Rovera.

### Vie privée
Nicolas Lebrun réside à Digne-les-Bains, après avoir passé son enfance à Peïra-Cava. Il parle couramment le français, l'anglais ainsi que l'italien,.

## Palmarès
Le tableau présente les résultats les plus significatifs (podium) obtenus sur le circuit national et international de triathlon, en triathlon d'hiver et en duathlon depuis 1996,.
| Année | Compétition                                | Pays               | Position | Temps           |
| ----- | ------------------------------------------ | ------------------ | -------- | --------------- |
| 2013  | Xterra France                              | France             |          | Timing          |
| 2012  | Xterra Italie                              | Italie             |          | Timing          |
| 2012  | Xterra République tchèque                  | République tchèque |          | Timing          |
| 2011  | Xterra USA                                 | États-Unis         |          | Timing          |
| 2010  | Xterra France                              | France             |          | 2 h 52 min 39 s |
| 2009  | Xterra - Championnat du monde - Maui       | États-Unis         |          | 2 h 38 min 17 s |
| 2009  | Xterra USA                                 | États-Unis         |          | Timing          |
| 2008  | Xterra - Championnat d'Europe              | Italie             |          | Timing          |
| 2008  | Xterra France                              | France             |          | Timing          |
| 2008  | Xterra République tchèque                  | République tchèque |          | Timing          |
| 2008  | Championnats du monde de triathlon d'hiver | Allemagne          |          | 1 h 39 min 16 s |
| 2007  | Xterra Autriche                            | Autriche           |          | Timing          |
| 2007  | Ironman 70.3 Monaco                        | Monaco             |          | 4 h 16 min 32 s |
| 2007  | Championnats du monde de triathlon d'hiver | Italie             |          | 1 h 39 min 16 s |
| 2006  | Xterra Italie                              | Italie             |          | Timing          |
| 2006  | Xterra République tchèque                  | République tchèque |          | Timing          |
| 2006  | Xterra Danemark                            | Danemark           |          | Timing          |
| 2005  | Xterra - Championnat du monde - Maui       | États-Unis         |          | 2 h 38 min 19 s |
| 2005  | CD d'Embrun                                | France             |          | Timing          |
| 2005  | Xterra Allemagne                           | Allemagne          |          | Timing          |
| 2005  | Xterra Autriche                            | Autriche           |          | Timing          |
| 2004  | Xterra République tchèque                  | République tchèque |          | Timing          |
| 2004  | Championnat du monde de duathlon           | Belgique           |          | 1 h 44 min 41 s |
| 2004  | Championnat de France                      | France             |          | Timing          |
| 2003  | Xterra - Championnat du monde - Maui       | États-Unis         |          | Timing          |
| 2003  | Xterra Allemagne                           | Allemagne          |          | Timing          |
| 2003  | Xterra République tchèque                  | République tchèque |          | Timing          |
| 2002  | Xterra - Championnat du monde - Maui       | États-Unis         |          | Timing          |
| 2000  | Championnats du monde de triathlon d'hiver | Espagne            |          | 2 h 12 min 30 s |
| 1999  | Championnats du monde de triathlon d'hiver | Italie             |          | 1 h 40 min 27 s |
| 1999  | Championnat de France                      | France             |          | Timing          |
| 1998  | Championnat du monde de duathlon           | Allemagne          |          | 1 h 53 min 50 s |
| 1998  | Championnat de France                      | France             |          | Timing          |
| 1997  | Championnat du monde de duathlon           | Espagne            |          | 1 h 50 min 30 s |
| 1996  | Championnat de France                      | France             |          | 1 h 44 min 20 s |